# Ranjit Singh

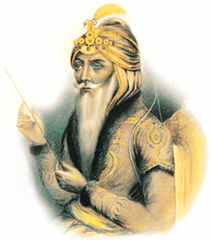
Retrato de Ranjit Singh

Marajá Ranjit Singh  (em panjabi:  ਮਹਾਰਾਜਾ ਰਣਜੀਤ ਸਿੰਘ, 1 de novembro de 1780 — 27 de junho de 1839), popularmente conhecido como o Sher-e-Panjabe (em panjabi:  ਸ਼ੇਰ-ਏ-ਪੰਜਾਬ) ou «o Leão do Panjabe», foi o primeiro Marajá do Império Sique, que governou o noroeste do subcontinente indiano durante a primeira metade do século XIX. Na sua infância foi acometido gravemente pela varíola, e embora tivesse sobrevivido, acabou por perder a visão do seu olho esquerdo. Com a idade de 10 anos, lutou na sua primeira batalha ao lado do seu pai. Após a morte do seu pai, na sua adolescência, lutou em várias guerras com o fim de expulsar os afegãos da região, e quando tinha 21 anos foi proclamado o «Marajá do Panjabe». O seu império cresceu na região sob a sua liderança até à sua morte em 1839.
Antes da sua subida ao poder, a região Panjabe foi dividida por confederações em guerra, doze foram sobre governantes siques e um sobre um governante muçulmano. Ranjit Singh unificou as confederações siques e conquistou outros reinos na região para estabelecer o Império Sique. Repeliu várias invasões por exércitos do exterior, especificamente os que vieram do Afeganistão, e estabeleceu relações amigáveis com a Companhia Britânica das Índias Orientais.
O seu reinado introduziu reformas, modernização e investimento em infraestruturas. Siques, hindus, muçulmanos e europeus ocupavam posições prominentes no seu exército e governo. O seu legado marca um período de renascimento cultural e artístico sique, incluindo a reconstrução do Harmandir Sahib em Amritsar. Ranjit Singh foi sucedido pelo seu filho Kharak Singh.